# Victor, Iowa
Victor là một thành phố thuộc quận Iowa, tiểu bang Iowa, Hoa Kỳ. Năm 2010, dân số của thành phố này là 893 người.

## Dân số
Dân số qua các năm:
- Năm 2000: 952 người.
- Năm 2010: 893 người.